# 鹿児島市立皇徳寺中学校
鹿児島市立皇徳寺中学校（かごしましりつ こうとくじちゅうがっこう 英語: Kotokuji Junior High School）は、鹿児島県鹿児島市皇徳寺台三丁目にある。

## 概要
鹿児島市西部（谷山地区北部）に位置している。2011年4月現在の生徒数は528名。永田川に沿った旧宮川小学校校区と皇徳寺ニュータウンの全域が通学区域となっている。
1990年（平成2年）4月1日に鹿児島市立谷山北中学校より分離して設置された中学校であり、皇徳寺ニュータウンのほぼ中央に所在する。

## 沿革
- 1990年（平成2年）
  - 4月1日 - 鹿児島市立谷山北中学校より分離・開校。
  - 5月8日 - 開校記念式典挙行

## 通学区域
皇徳寺中学校の通学区域は以下の町丁の区域にあたる。
- 皇徳寺台一丁目から皇徳寺台五丁目の全域
- 五ケ別府町の一部
- 山田町の一部
- 中山町の一部

## 著名な関係者

### 出身者
- 柏木由紀（アイドル（AKB48））
- 加藤ローサ（女優）
- 上原美幸（陸上選手）
- 上白石萌音（女優）
- 上白石萌歌（女優）
- 折田みゆき（元アイドル（MISSION））
- 内屋英子（モデル、ファッションデザイナー）
- 村中優（プロボクサー）
- 逆瀬川剛史（ギタリスト）
- 真竹要（お笑い芸人）
- 川ノ上聡　(オペラ歌手)